# Cnemaspis beddomei
Cnemaspis beddomei este o specie de șopârle din genul Cnemaspis, familia Gekkonidae, descrisă de Theobald 1876. Conform Catalogue of Life specia Cnemaspis beddomei nu are subspecii cunoscute.